# Nicole Catala
Pour les articles homonymes, voir Cathala.
Nicole Catala, née le 2 février 1936 à Millau (Aveyron) et morte le 19 octobre 2022 à Paris, est une professeur de droit et femme politique française.

## Biographie

### Origines, études et carrière professionnelle
Nicole Catala naît le 2 février 1936 à Millau dans l'Aveyron. Fille de l'avocat et élu local Charles Catala, elle est la sœur du professeur de droit Pierre Catala. 
Professeur agrégée de droit privé, elle enseigne de 1962 à 1964 à Dakar au Sénégal, avant de rentrer en France et d'enseigner à Dijon, puis à partir de 1969 dans la capitale, à l'université Paris-II.

### Carrière politique
Nicole Catala commence son engagement politique au sein du Rassemblement pour la République (RPR). Elle est membre du Conseil économique et social de 1979 à 1984.
En 1981, elle fonde avec Michel Aurillac et Alain Juppé le Club 89, un cercle de réflexion.
Elle est nommée le 20 mars 1986, secrétaire d'État chargée de la Formation professionnelle par Jacques Chirac, devenant la première femme à exercer ce poste.
Lors des élections législatives anticipées de 1988, provoquées par François Mitterrand, elle est élue députée de la 11e circonscription de Paris. Après avoir été réélue en 1993, elle devient vice-présidente de l'Assemblée nationale aux côtés de Philippe Séguin, dont elle est proche. Elle est réélue députée en 1997 et se présente face à Laurent Fabius en 1997 puis face à Raymond Forni en 2000 à la tête de l'Assemblée et en est à deux reprises vice présidente sous la majorité socialiste,.
Parallèlement, elle est élue conseillère de Paris en 1989, puis réélue en 1995 et 2001, en étant tête de liste dans le 14e arrondissement de Paris. Lors des élections municipales de 1995, sa liste arrive en tête mais c'est Lionel Assouad qui est élu maire d'arrondissement. Elle est élue en 1998 présidente de la fédération RPR de Paris.
Lors des élections législatives de 2002, l'UMP décide de soutenir la secrétaire d'État Dominique Versini. Nicole Catala se présente donc en tant que dissidente et est éliminée dès le premier tour,.
Elle défend la parité hommes-femmes dans le monde politique.
De 2005 à 2008, elle préside le Centre d'information et de documentation jeunesse.
Début 2014, elle devient membre de la haute autorité présidée par la juriste Anne Levade chargée d'organiser la primaire de la droite et du centre en 2016.

### Vie privée et mort
Nicole Catala épouse le 7 juillet 1965 Raymond Franjou (qui sera maire socialiste de Forcalquier de 1989 à 1995), dont elle divorce en 1972. De cette union est née une fille, Marianne, en 1970.
Elle meurt le 19 octobre 2022 dans le 15e arrondissement de Paris,, à l'âge de 86 ans. La présidente de l'Assemblée nationale Yaël Braun-Pivet, la présidente de la région Île-de-France Valérie Pécresse ou encore l'ancienne ministre Rachida Dati lui rendent hommage.
Elle est inhumée au cimetière de Millau, dans l'Aveyron.

## Décorations
- Officière de l'ordre national du Mérite. Elle est promue officière par décret du 2 mai 2012[11].
- Chevalier de la Légion d'honneur
- Chevalier de l'ordre des Palmes académiques
- médaille de la République orientale de l'Uruguay[12]